# Zerpeh
Zerpeh är en klan i Liberia.   Den ligger i regionen Bomi County, i den västra delen av landet, 50 km norr om huvudstaden Monrovia.